# Kimura Makoto
Makoto Kimura (sinh ngày 10 tháng 6 năm 1979) là một cầu thủ bóng đá người Nhật Bản.

## Sự nghiệp câu lạc bộ
Makoto Kimura đã từng chơi cho Kawasaki Frontale, Montedio Yamagata và Zweigen Kanazawa.